# Miss Venezuela 2010
Miss Venezuela 2010 fue la quincuagésima séptima (57°) edición del certamen Miss Venezuela. Se llevó a cabo el 28 de octubre de 2010 en las instalaciones del Palacio de Eventos de la ciudad de Maracaibo. Candidatas de 28 estados y/o regiones del país compitieron por el título. Al final de la competencia, Marelisa Gibson, Miss Venezuela 2009, de Miranda, coronó a Vanessa Gonçalves, también de Miranda, como su sucesora; y Adriana Vasini, Miss Mundo Venezuela, de Zulia, coronó a Ivian Sarcos, de Amazonas, como su sucesora. De igual forma, se asignaron los títulos de Miss Internacional Venezuela a Jessica Barboza, de Distrito Capital, y de Miss Tierra Venezuela a Caroline Medina, de Aragua.
El certamen estuvo conducido por Maite Delgado y Boris Izaguirre por segundo año consecutivo, y como coanimado por Viviana Gibelli  y Chiquinquirá Delgado. Igualmente fue transmitido en vivo y directo para toda Venezuela por Venevisión y Venevisión Plus, y al exterior por Novelisima y Univisión.
El evento estuvo producido por trigésimo primer año consecutivo por Joaquín Riviera.

## Resultados

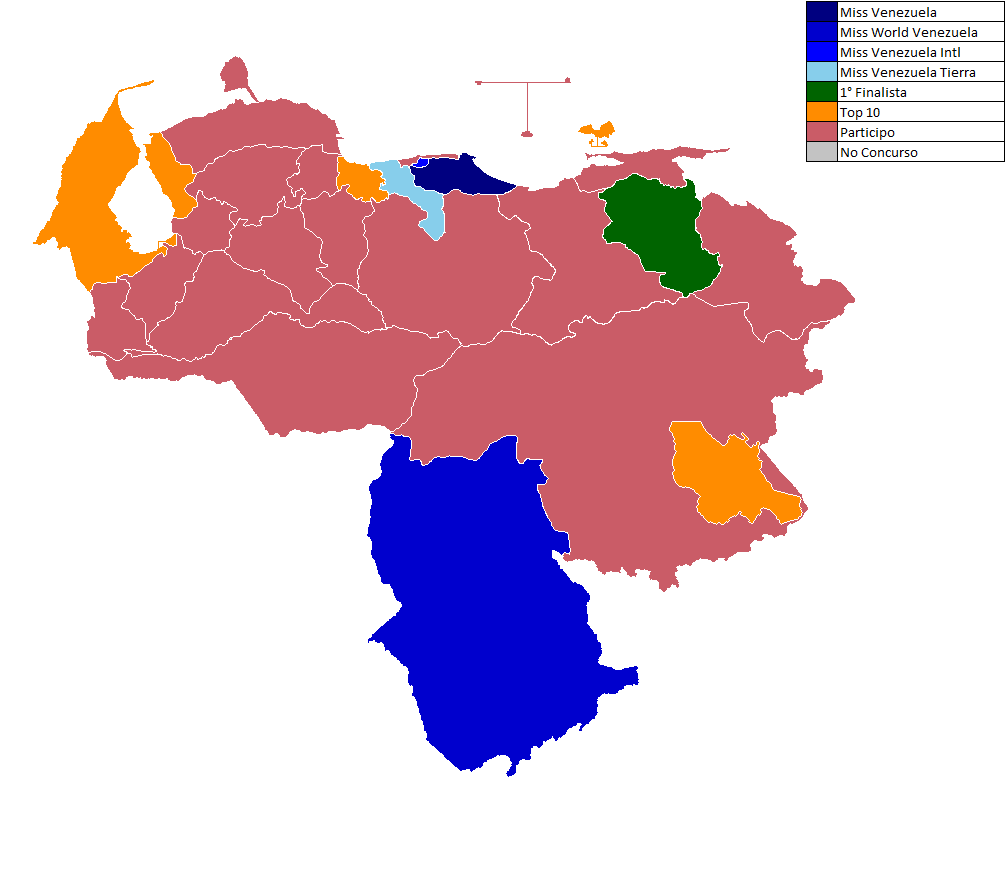
Miss Venezuela 2010

| Resultado                    | Candidata |
| ---------------------------- | --- |
| Miss Venezuela 2010          | - Miranda - Vanessa Gonçalves |
| Miss Venezuela Mundo         | - Amazonas - Ivian Sarcos |
| Miss Venezuela Internacional | - Distrito Capital - Jessica Barboza |
| Miss Venezuela Tierra        | - Aragua - Caroline Medina |
| Primera finalista            | - Monagas - Ángela Ruiz |
| Semifinalistas (Top 10)      | - Canaima - Estefanía Nebot - Carabobo - Romina Palmisano - Costa Oriental - Karen Soto - Nueva Esparta - Melanie Reza - Zulia - Estefani Araujo |

## Historia
Luego de la edición 2009 realizada en el Poliedro de Caracas, a comienzos de agosto del 2010 se anunció la sede del eventos. Luego de que fuentes no certificadas especularan acerca de la posible realización del evento fuera de tierras caraqueñas, ciudades como Barquisimeto y Valencia solían ser opciones probables, sin embargo, Joaquín Riviera, productor del certamen Miss Venezuela afirmó que de manera definitiva el concurso de belleza nacional se llevaría a cabo por primera ocasión fuera de la ciudad de Caracas; y Maracaibo sería la encargada del albergar el magno evento.
«No hubo acuerdo con el Poliedro y, en consecuencia, el Miss Venezuela 2010 se va a Maracaibo», acotó Riviera quien organiza el certamen desde hace décadas. El 11 de agosto se firmó el contrato en la ciudad anfitriona, para realizarse en el Palacio de Eventos, lugar que cuenta con un espacio para aproximadamente 7.000 espectadores.
Cabe destacar que el Miss Venezuela se venía realizando de manera casi ininterrumpida en el Poliedro desde 1989, cuando lo ganó Eva Lisa Ljung. Aunque hay que contar las excepciones que ocurrieron en 1993 y 1994, cuando se realizó en el Teatro Teresa Carreño. Y luego en 1999, cuando se eligió a Miss República Bolivariana de Venezuela -que ganó Claudia Moreno-, y en 2003, cuando la crisis lo llevó a un estudio del canal Venevisión y que ganó Ana Karina Áñez.

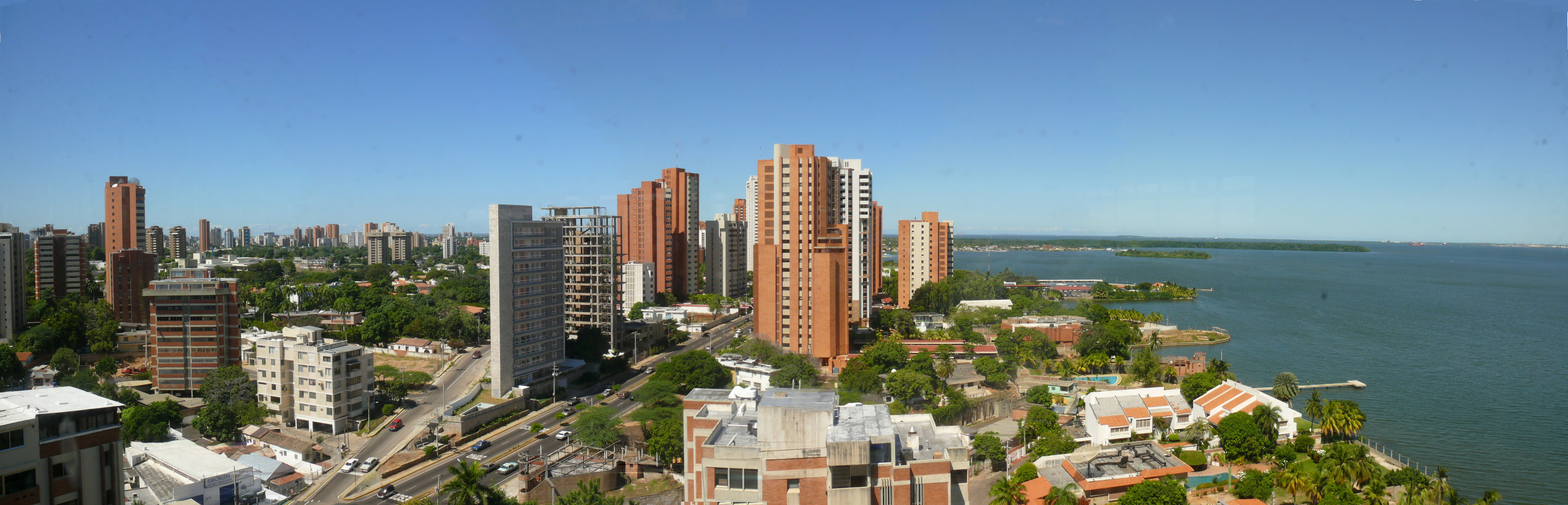
Vista de Maracaibo, ciudad sede del certamen.

## Desarrollo
El 28 de octubre de 2010, el concurso se realiza por primera vez fuera de Caracas. El lugar escogido fue el Palacio de Eventos de Maracaibo, donde se da cita el pool de animadores conformado por Maite Delgado, Chiquinquirá Delgado, Viviana Gibelli y Boris Izaguirre.
El opening corrió por cuenta de Kiara, quien interpretó los temas Descarado y Bad romance, y Chino y Nacho con Mi Angelito, seguidamente de la entonación del Himno del Miss Venezuela.
El número central fue un homenaje a la cultura de los Wayuu, y la gaita zuliana en las voces de la cantautora Lila Morillo, sus hijas Liliana y Lilibeth, el líder de Guaco, Gustavo Aguado, y el líder de Maracaibo 15, Betulio Medina, y Neguito Borjas. A su vez, Chino y Nacho repiten en el espectáculo que cierra el vallenatero colombiano Jorge Celedón como invitado internacional.
El jurado calificador selecciona a Miss Miranda, Vanessa Gonçalves, como nueva Miss Venezuela. El trío triunfador lo completaron Ivian Sarcos (Amazonas) y Jessica Barboza (Distrito Capital).

## Áreas de competencia

### Final
La noche final fue transmitida en vivo para toda Venezuela por Venevisión y Venevisión Plus. Al exterior por Novelisima y Univisión; en el Palacio de Eventos en Maracaibo, Venezuela, el 28 de octubre de 2010. Estuvo conducida por Maite Delgado, Chiquinquirá Delgado, Viviana Gibelli y Boris Izaguirre.
El grupo de 10 semifinalistas se dio a conocer durante la competencia final.
Todas las 28 candidatas fueron evaluadas por un Jurado final:
- Las 28 candidatas desfilaron en una nueva ronda en traje de baño (similares para todas).
- Posteriormente, las mismas desfilaron en traje de noche (elegidos al gusto de cada concursante).[12]
- Basado en el desenvolvimiento en las áreas mencionadas, el jurado eligió las diez semifinalistas de la noche.[13]
- Las diez (semifinalistas) se sometieron a una pregunta por parte del jurado; basado en las respuestas de las finalistas, cinco de ellas salieron de competencia.[14]
- Las cinco restantes (finalistas) avanzaron a la siguiente plaza; y basado en sus calificaciones en la ronda de preguntas, el jurado determinó las posiciones finales y a la ganadora, Miss Venezuela 2010.[15]

#### Jurado final
Estos son miembros del jurado que evaluaron a las semi y finalistas que eligieron a Miss Venezuela 2010:
- Giussepe de Pinto - presidente del grupo Maruma.
- Ana Patricia González - modelo mexicana y Nuestra Belleza Latina 2010.
- Christian Serrano - Representante en Venezuela de la casa Swarovski.
- Carlos Coello Beseke - empresario ecuatoriano, director general del canal TC Televisión.
- A. López - gerente general de Belcorp Venezuela.
- Peter Romer - cirujano plástico venezolano.
- Cristiano Manzini - relacionanista público de Robero Cavali.
- Edga de Márquez - presidenta de la sociedad marabina.
- Elder Rivero - directo general de General Motors Venezuela.
- Ángel Pernia - presidente de la Lotería del Táchira.
- Sonia Roffe - dermatóloga.
- Rodner Figueroa - fashionista venezolano de la cadena Univisión.

### Gala de la belleza
Este fue un evento preliminar que se realizó el 16 de octubre de 2010 en el Estudio 01 de Venevisión, estuvo presentado por Leonardo Villalobos. En esta gala se dieron a conocer las ganadoras de las primeras premiaciones de las bandas especiales, previas a la noche final.
El opening estuvo encargado del Grupo Treo y el ballet de Venevisión. Las demás participaciones fueron de Víctor Drija, Los grupos zulianos seleccionados por el público TCUMV, Los Pelaos, Bacanos. Igualmente estuvo la participación especial de los niños del reality show «Yo Sí Canto», Carlos Romero (El Potrillo), Luis Macho, Néstor Medrano, Lucía Valentina y Gaby Peña, hicieron poner al público de pie con sus interpretaciones.

## Relevancia histórica del Miss Venezuela 2010

### Resultados
- Miranda obtiene la corona del Miss Venezuela por séptima ocasión, y la segunda de manera consecutiva.
- Amazonas, Aragua, Distrito Capital, Miranda y Zulia repiten clasificación a semifinales.
- Aragua clasifica por sexto año consecutivo.
- Amazonas y Miranda clasifican por quinto año consecutivo.
- Carabobo y Monagas clasificó por última vez en 2008.
- Nueva Esparta clasificó por última vez en 2006.
- Canaima y Costa Oriental clasificaron por última vez en 2005.
- Táchira y Trujillo rompen una racha de clasificaciones que mantenían desde 2007.

### Otros datos significativos
- Es la primera ocasión en la historia del certamen que la final se realiza fuera de Caracas.
- El Palacio de Eventos de Maracaibo acoge el certamen por primera ocasión.
- Por primera ocasión, se otorga el título de Miss Earth Venezuela luego de que la Organización Miss Venezuela adquiriera tal franquicia.
- Es la primera vez que en el escenario del Miss Venezuela se juntan dos grandes figuras de la animación como lo son Viviana Gibelli y Maite Delgado.

## Premiaciones

### Gala de la Belleza
| Premio y Patrocinante        | Candidata                                |
| Mejor Cuerpo (Dermocell)     | Miranda - Vanessa Andrea Gonçalves Gómez |
| Mejor Pasarela (Traviesa)    | Yaracuy - Andrea Escobar                 |
| Miss Personalidad (Traki)    | Carabobo - Romina Palmisano              |
| Miss Elegancia (Hugo Espina) | Lara - María José Zavarce                |
| Mejor Piel (Beducen)         | Bolívar - Ángela La Padula               |

### Premiaciones Especiales (Final)

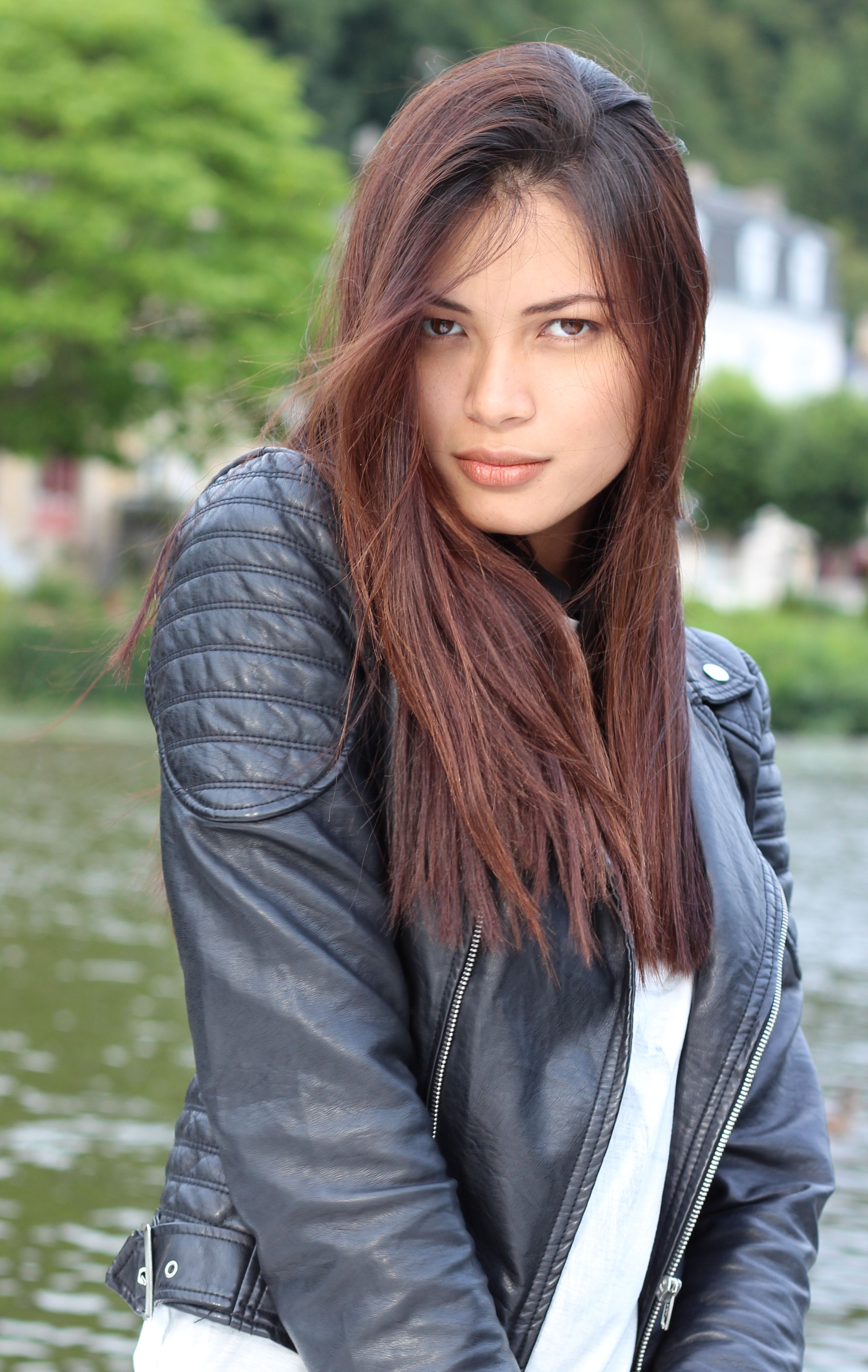
Ángela Ruiz, Miss Monagas y primera finalista.

| Premio                   | Candidata                                                                            |
| Miss Fotogénica          | - Aragua - Caroline Medina                                                           |
| Miss Amistad             | - Trujillo - Jessica Ibarra                                                          |
| Miss Internet            | - Falcón - Liliana Flores                                                            |
| Rostro L'bel             | - Amazonas - Ivian Sarcos                                                            |
| Mejores Vestidos de Gala | - Cojedes - Eliana Calicchia - Miranda - Vanessa Gonçalves - Zulia - Estefani Araújo |

## Candidatas
28 candidatas compitieron en el certamen:
(En la tabla se utiliza su nombre completo, los sobrenombres van entrecomillados y los apellidos utilizados como nombre artístico, entre paréntesis; fuera de ella se utilizan sus nombres «artísticos» o simplificados)
| Estado                 | Candidata                              | Edad | Estatura (m) | Ciudad Natal          |
| ---------------------- | -------------------------------------- | ---- | ------------ | --------------------- |
| Amazonas               | Ivian Lunasol Sarcos Colmenares        | 21   | 1,80         | Guanare               |
| Anzoátegui             | Verónica Liliana González Castillo     | 18   | 1,76         | Caracas               |
| Apure                  | Ana Tábata Rodríguez Donnarumma        | 18   | 1,85         | San Fernando de Apure |
| Aragua                 | Caroline Gabriela Medina Peschiutta    | 18   | 1,78         | Maracay               |
| Barinas                | Kelly Stephanny Martínez Domínguez     | 22   | 1,78         | Barinas               |
| Bolívar                | Ángela La Padula Peluso                | 19   | 1,80         | Ciudad Guayana        |
| Canaima                | Estefanía Nebot Peña                   | 22   | 1,76         | Caracas               |
| Carabobo               | Romina Palmisano Giacché               | 20   | 1,78         | Valencia              |
| Cojedes                | Eliana Catherina Calicchia Arcila      | 24   | 1,77         | Valencia              |
| Costa Oriental         | Karen Andrea Soto Lugo                 | 18   | 1,78         | Maracaibo             |
| Delta Amacuro          | Yaisbel Nohely Arteaga Polanco         | 21   | 1,79         | Puerto Cabello        |
| Dependencias Federales | Axel Carolina López Aldana             | 20   | 1,74         | Caracas               |
| Distrito Capital       | Jessica Cristina Barboza Schmidt       | 23   | 1,74         | Maracaibo             |
| Falcón                 | Liliana María Flores Arenas            | 23   | 1,75         | Coro                  |
| Guárico                | Andrea Estefanía Vásquez Annicchiarico | 19   | 1,78         | Caracas               |
| Lara                   | María José Zavarce Alvarado            | 18   | 1,81         | Barquisimeto          |
| Mérida                 | María Teresa Iannuzzo Lucena           | 22   | 1,74         | Carora                |
| Miranda                | Vanessa Andrea Gonçalves Gómez         | 24   | 1,76         | Baruta                |
| Monagas                | Ángela Julieta Ruíz Pérez              | 18   | 1,80         | Maturín               |
| Nueva Esparta          | Melanie Reza Félix                     | 18   | 1,80         | Caracas               |
| Península de Paraguaná | Isabel Cristina Castillo Cedeño        | 25   | 1,76         | Valencia              |
| Portuguesa             | Mariuska Montes Estévez                | 19   | 1,80         | Caracas               |
| Sucre                  | Adriana Cristina Kuper Osorio          | 21   | 1,76         | Maracay               |
| Táchira                | Germania Andrea Pimiento Vera          | 18   | 1,80         | San Cristóbal         |
| Trujillo               | Jéssica Carely Ibarra Petit            | 24   | 1,68         | Cabimas               |
| Vargas                 | Daniela Josefina Raldírez Salazar      | 18   | 1,78         | La Guaira             |
| Yaracuy                | Andrea Carolina Escobar Colombo        | 22   | 1,81         | Barquisimeto          |
| Zulia                  | Estefani Carolina Araújo Cano          | 17   | 1,78         | Maracaibo             |

## Datos acerca de las delegadas
- Algunas de las delegadas del Miss Venezuela 2010 han participado, o participarán, en otros certámenes de importancia nacionales e internacionales:
  - Karen Soto (Costa Oriental) ganó el Miss Occidente Venezuela 2007.
  - Caroline Medina (Aragua) ganó el Teen Model Venezuela 2009
  - Jessica Barboza (Distrito Capital) fue Sambil Model 2009 y participó en Miss Tierra 2009 en Filipinas donde se adjudicó como Miss Earth Water (Segunda finalista).
  - Angela Ruíz (Monagas) ganó el Supermodel of Venezuela 2009 y participó sin éxito en Ford Models Supermodel of the World 2010 en Brasil.
  - Jessica Ibarra (Trujillo) participó sin éxito en Miss Tourism Queen International 2009 en China; y fue primera finalista del Miss Turismo Internacional 2010 en Malasia.
  - Caroline Medina (Aragua) ganó el Reina Hispanoamericana 2010 en Bolivia.
  - Axel López (Dependencia Federales) fue primera finalista del Miss Caraibes Hibiscus 2010 en San Martín.
  - Ivian Sarcos (Amazonas) fue coronada Miss Mundo 2011 en Inglaterra, siendo la sexta venezolana en alcanzar el título.
  - Caroline Medina (Aragua) participó en Miss Tierra 2011 en Filipinas y se adjudicó como Miss Earth Fire (Tercera finalista).
  - Ángela La Padula (Bolívar) fue tercera finalista del Miss Italia Nel Mondo 2011 en Italia.
  - Karen Soto (Costa Oriental) ganó el Miss World Next Top Model 2011 en Líbano.
  - Jessica Barboza (Distrito Capital) fue primera finalista del Miss Internacional 2011 en China.
  - Vanessa Gonçalves (Miranda) fue semifinalista del Miss Universo 2011 en Brasil.
  - Angela Ruíz (Monagas) fue virreina del Reinado Internacional del Café 2011 en Colombia, y quinta finalista del Reina Hispanoamericana 2011 en Bolivia.
  - Adriana Kuper (Sucre) participó sin éxito en Reina Hispanoamericana 2012 en Bolivia.
  - Karen Soto (Costa Oriental) ganó el Miss Venezuela Mundo 2013 participó sin éxito en Miss Mundo 2013 en Indonesia. También participó en reality Miss Venezuela, Todo por la corona.
  - María Teresa Iannuzzo (Mérida) ganó el Sambil Model 2013.
  - Axel López (Dependencia Federales) fue primera finalista del Reina Mundial del Banano 2014 en Ecuador.

- Algunas de las delegadas nacieron o viven en otro estado, región o país al que representarán, o bien, tienen un origen étnico distinto:
  - Caroline Medina (Aragua) es de ascendencia canaria e italiana.
  - Jessica Barboza (Distrito Capital) es de ascendencia alemana.
  - María Teresa Iannuzzo (Mérida) es de ascendencia italiana.
  - Vanessa Gonçalves (Miranda) es de ascendencia portuguesa.
  - Romina Palmisano (Carabobo) es de ascendencia italiana.

- Otros datos significativos de algunas delegadas:
  - Ivian Sarcos (Amazonas) es huérfana desde niña y estuvo recluida en un convento de monjas durante su infancia; Sarcos iba a ser Monja.
  - 11 de las 28 candidatas son originarias de los estados o regiones que representaron: Tábata Donnarumma (Apure), Caroline Medina (Aragua), Kelly Martínez (Barinas), Ángela La Padula (Bolívar), Romina Palmisano (Carabobo), Liliana Flores (Falcón), María José Zavarce (Lara), Angela Ruíz (Monagas), Germania Pimiento (Táchira), Daniela Raldírez (Vargas) y Estefani Araujo (Zulia).
  - La candidata de mayor estatura es Tábata Donnarumma (Apure), con 1.85; la de menor estatura es Jéssica Ibarra (Trujillo), con 1.68.
  - La concursante de mayor edad es Isabel Castillo (Península de Paraguaná), con 25 años y 8 meses; la de menor edad es Estefani Araújo (Zulia), con 17 años y 10 meses.
  - Las representantes de Lara, Nueva Esparta y Trujillo sufrieron caídas durante el opening. Así mismo, dos candidatas sufrieron un traspié al iniciar sus desfiles en traje de baño al bajar las escaleras del escenario: Jéssica Barboza (Distrito Capital) y Andrea Vásquez (Guárico), esta última sufrió un esguince y al terminar el concurso tuvo que ser sacada en silla de ruedas y con un pie enyesado.

## Sobre los estados y/o regiones en Miss Venezuela 2010

### Estados y/o regiones que regresaron a la competencia
- Costa Oriental que participó por última vez en 2007.
- Canaima, Cojedes, Delta Amacuro, Dependencias Federales, Falcón, Península de Paraguaná y Yaracuy que participaron por última ocasión en 2008.

## Enlaces
- Sitio Oficial del Miss Venezuela

- Datos: Q16487191